# 安善運河
安善運河（あんぜんうんが）は、神奈川県横浜市鶴見区に存在する運河。京浜工業地帯である鶴見区南側の埋立地を通っている。

## 地理

### 隣接している区画・運河

#### 区画
- 安善町
  - 1丁目
  - 2丁目

#### 運河・川
- 境運河（川崎区）
- 旭運河（鶴見区）

## 運河データ
- 起点:旭運河との合流点
- 終点:境運河との合流点
- 長さ:730メートル
- 幅:72.8メートル

## 命名由来
隣接する区画「安善町」に由来する。